# Monnes
Monnes – miejscowość i gmina we Francji, w regionie Hauts-de-France, w departamencie Aisne.
Według danych na rok 2014 gminę zamieszkiwały 122 osoby, a gęstość zaludnienia wynosiła 24,7 osób/km². Wśród 2293 gmin Pikardii Monnes plasuje się na 880 miejscu pod względem powierzchni.